# 三菱・ME21/24系エンジン
三菱・ME21/24エンジンとは、新三菱重工業(1964年に3社統合により発足した三菱重工業の前身企業の一つ)が、309 cc単気筒OHVのME20型を代替する為、ひいては同エンジンを搭載し当時のオート三輪としてはヒット商品でもあった三菱・レオの生産を打ち切り、4輪軽自動車への全面移行を見据えた事業計画の下に開発したものである。 4ストロークであった前身のME20と異なり、ME21/24型は2ストロークエンジンであり、1972年に2G21 バルカンエンジンが導入されるまで、三菱車最小のエンジンの基本形態で在り続けた。

## 概要
財閥解体後の三菱製エンジンの命名規則は、そのエンジンが何処の工場で生産されるかによって決定されていた。すなわち、ME21型のMは水島工場、Eはエンジン、21は水島工場で21番目に開発された物である事を示している。1968年後半に2G10型(ME24型の水冷版)が登場した際に、前述の命名規則は廃され、全く新しい命名規則の下に型式番号が与えられるようになった。
1961年4月、ME21型は商用車の三菱・360に初搭載され、次いで乗用車の三菱・ミニカにも採用された。1972年に生産を終えるまで、改良型のME24型は三菱自動車工業の低位の軽自動車や軽トラックに採用され続けた。しかし、自動車排出ガス規制の強化に伴い、空冷のME24では規制適合が困難となった事や、更なる性能を求める顧客要望に応える為、より現代的な設計のエンジンに更新される事となった。
なお、ME21/24型は公式にはペットネームは与えられていなかったが、A100/100V型ミニカに搭載されたME24は、イエローエンジンと渾名された。これは、エアクリーナーボックスが黄色く塗装されていた為で、2G10エンジンの普及版は赤いエアクリーナー(レッドエンジン)、高出力版は金色のエアクリーナー(ゴールドエンジン)が搭載された事で、販売上の差別化を行う為のものであった。
ME21/24型は空冷エンジンであるが、実際には大型のシュラウドとシロッコファンにより強制的に冷却風を導入する強制空冷式に分類されるものである。その為、類似したシリンダー配列である2G10や2G2系エンジンとは大きく外見が異なっている。

## ME21型
ME21/ME21A型は359 ccの直列2気筒で、三菱・360ピックアップトラックや初代ミニカ LA20型に搭載された。出力は17馬力 (13 kW)。

## ME24型
1964年11月、ME21型はオートミックス分離給油方式が導入され、出力が1馬力向上したME24型に進化した。1967年5月、リードバルブの導入により21 馬力となったME24D型が登場。1969年には26馬力に改良されたME24E型、1970年のME24F型では30馬力まで出力が向上し、1972年後半に2G10型の普及型であるレッドエンジンに置き換えられるまで、2代目ミニカのベースグレードや初代、および2代目ミニキャブに搭載された。また、他の三菱製自動車部品と共に21 PS (15 kW)のME24エンジンがホープ自動車に供給され、ホープスター・ON型4WDに搭載された。ホープスター・ON型は後のスズキ・ジムニーの母体である。

## 性能諸元
| ・                | ME21/21A                                       | ME24                             | ME24D                                                                           | ME24E                            | ME24F                                                                                      |
| ----------------- | ---------------------------------------------- | -------------------------------- | ------------------------------------------------------------------------------- | -------------------------------- | ------------------------------------------------------------------------------------------ |
| 形式              | 2ストローク・直2                               | 2ストローク・直2                 | リードバルブ式2ストローク・直2                                                  | リードバルブ式2ストローク・直2   | リードバルブ式2ストローク・直2                                                             |
| 排気量            | 359 cc                                         | 359 cc                           | 359 cc                                                                          | 359 cc                           | 359 cc                                                                                     |
| ボア x ストローク | 62.0 x 59.6 mm                                 | 62.0 x 59.6 mm                   | 62.0 x 59.6 mm                                                                  | 62.0 x 59.6 mm                   | 62.0 x 59.6 mm                                                                             |
| 燃料              | 混合燃料                                       | オートミックス分離給油式ガソリン | オートミックス分離給油式ガソリン                                                | オートミックス分離給油式ガソリン | オートミックス分離給油式ガソリン                                                           |
| 最大出力          | 17 PS (13 kW)                                  | 18 PS (13 kW)                    | 21 PS (15 kW)                                                                   | 26 PS (19 kW)                    | 30 PS (22 kW)                                                                              |
| rpm               | 4,800 rpm                                      | 4,800 rpm                        | 5,500 rpm                                                                       | 5,500 rpm                        | 6,000 rpm                                                                                  |
| 最大トルク        | 27.5 N⋅m (20 lb⋅ft)                            | 30.4 N⋅m (22 lb⋅ft)              | 31.4 N⋅m (23 lb⋅ft)                                                             | 35.3 N⋅m (26 lb⋅ft)              | 36.3 N⋅m (27 lb⋅ft)                                                                        |
| rpm               | 3,500 rpm                                      | 3,000 rpm                        | 3,500 rpm                                                                       | 4,500 rpm                        | 5,000 rpm                                                                                  |
| 圧縮比            | 8.2:1                                          | 7.8:1                            | 7.8:1                                                                           |                                  | 8.0:1                                                                                      |
| 搭載車種          | 61.04-64.11 三菱・360 62.10-64.11 三菱・ミニカ | 64.11-67.05 360/ミニカ           | 66.08-71.05 三菱・ミニキャブ 67.05-69.07 360/ミニカ 68.04-? ホープスター・ON360 | 69.07-70.10 ミニカ A100/100V     | 70.10-72.10 ミニカ A100/100V 71.05-72.09 ミニキャブELトラック 71.05-76.04 ミニキャブELバン |

### 搭載車種
- 1961-69 三菱・360 LT20/21/22/23/25型
- 1962-69 三菱・ミニカ LA20/21型
- 1968-? ホープスター・ON360
- 1969-72 ミニカ A100/100V型
- 1966-76 三菱・ミニキャブ LT30/31型、T130型